# 계몽영화 (2010년 영화)
계몽영화는 2010년 9월 16일에 대한민국에서 개봉된 영화이다.

## 줄거리
아버지의 과거와 조부모의 과거를 통해서 현재의 어긋남과 함께 어떤 선택이 가족들을 방치하게 되었는지를 보여주는 영화이다.

## 등장 인물

### 주인공
- 정승길 : 정학송 역
- 김지인 : 박유정 역
- 오우정 : 정태선 역
- 이상현 : 정길만 역
- 박혁권 : 김성호 역

### 그 외 인물
- 신규리 : 어린 정태선 역
- 배용근 : 정태한 역
- 서진원 : 다케노부 역
- 손병욱 : 상주 역
- 김승언 : 김혜준 역
- 김소숙 : 고모 역
- 김정식 : 고모부 역
- 최찬숙 : 할머니 역
- 박준수 : 어린 정태한 역
- 최교식 : 농민 역
- 금동현 : 목수 역
- 장준호 : 구두닦이 역
- 최차남 : 태한 처
- 이서원 : 태선 친구 역
- 문경희 : 유경 역
- 이지연 : 다방 마담 역
- 안선유 : 다방 종업원 역
- 최민금 : 유정 母 역
- 미소윤 : 어린 고모 역
- 김희성 : 동양척식주식화사 동료 역
- 이우진 : 동양척식주식회사 동료·일본 취조 형사 역
- 임세운 : 동양척식주식회사 동료 역
- 이홍선 : 동양척식주식회사 동료 역
- 박서규 : 동양척식주식회사 동료 역
- 박동훈 : 운전기사 역
- 심영민 : 목사 역
- 이연재 : 윤 비서 역
- 허정은 : 후배 의사 역
- 故 강대성 : 담당 의사 역
- 박종빈 : 사촌 동생 역
- 김도성 : 태한 과외선생 역
- 유승희 : 어린 태선 친구들 역
- 허은비 : 어린 태선 친구들 역
- 황예인 : 어린 태선 친구들 역
- 알렉스 : 혜준 미국 친구들 역
- 옐로디 : 혜준 미국 친구들 역
- 장영빈 : 농민 아이들 역
- 윤성용 : 농민 아이들 역
- 김서빈 : 농민 아이들 역
- 노규린 : 농민 아이들 역
- 닐스 클라우스 : 우편물 배달원 역
- 임경애 : 간호사 역
- 송기오 : 독립군 동료 역
- 신지혜 : 아나운서 역
- 정선혜 : 길만 처 역